# Belfield (Guyana)
Belfield ist ein Dorf in der Provinz Demerara-Mahaica in Guyana. Es liegt an der Atlantikküste, drei Kilometer westlich von Enmore. Belfield wurde 1854 an die Demerara-Berbice-Bahn, deren erster Abschnitt 1848 von Georgetown nach Plaisance eröffnet wurde, angeschlossen. Im Ort gibt es seit 1949 die Belfield Girl's School, eine Jugendstrafanstalt.  